# 和田有菜
和田 有菜（わだ ゆな、1999年8月7日 - ）は、日本の陸上競技選手、中距離走・長距離走。アジアクロスカントリー選手権個人・団体金メダリスト。日本郵政グループ女子陸上部所属。

## 経歴
中学から大学まで駅伝の強豪校で過ごし、中学・高校・大学の全国駅伝を「皆勤」した記録を持つ。全国女子駅伝では7年連続で長野県代表となってきた。
長野市立川中島中学校で全国中学駅伝に3年連続で出場した。1年では2区区間賞を取り、3年では1区の区間2位(1位と同タイムのコンマ差)でチームの準優勝に貢献した。
長野県長野東高等学校でも3年連続で全国高校駅伝に出場し、3回連続で最長エース区間の1区(6㎞)を走った。1学年下に小林成美（のち名城大）、萩谷楓（のちエディオン）、2学年下に高松いずみ（のち東京メトロ）らがいた。高2・高3は2年連続で同学年の田中希実（西脇工業）らを破り1区の区間賞を獲得し、2017年の高3時にはチームの準優勝に貢献した。
2018年、前年に全日本大学女子駅伝を制した名古屋市の名城大学に進学した。同期の髙松智美ムセンビ、1級上の加世田梨花、1級下の小林成美らとともに主力メンバーとして、全日本大学女子駅伝の5連覇、富士山女子駅伝の4連覇に貢献した。中学・高校では優勝を果たせなかったが、大学女子駅伝では全国大会すべてで優勝している。
2022年にゆうちょ銀行に入社し、日本郵政グループ女子陸上部で活動している。

## 特徴
集団の中で走り最後に先頭に立つ、他のランナーとの並走を続け最後に競り勝つ、というレースが多い。苦しそうな表情を浮かべていても最後までペースを維持できる精神面の強さが特徴である。解説者の増田明美は「苦しそうな表情がほほ笑んでいるように見える。女神のようだ」と表現した。
走法を見ると身体に歪みがあるのがわかると指摘し、矯正しないと大きなけがをするおそれがある心配する人もいる。力走する際に自然に左側に進んでいることや富士山女子駅伝のゴール近くで脚が曲がらずあまり進まなかったことはからだの歪みに関係があるかもしれない。
名城大学では理工学部・数学科で学び、日本の陸上競技のトップクラスの選手としては珍しい理系専攻である。名城大駅伝部の他のメンバーはほぼ文系専攻である。レース中に解説者から「秀才」、「リケジョ」などと紹介されることがある。

## 主な記録
| 年     | 大会                                    | 種目          | 順位            | 備考             |
| ------ | --------------------------------------- | ------------- | --------------- | ---------------- |
| 2012年 | 全国中学駅伝女子                        | 2区           | 区間賞          | 川中島中学5位    |
| 2013年 | 全日本中学陸上（愛知）                  | 1500m         | 7位             |                  |
|        | ジュニアオリンピック                    | B1500m        | 8位             |                  |
|        | 全国中学駅伝女子                        | 1区           | 区間4位         | 川中島中学10位   |
| 2014年 | 全国女子駅伝                            | 3区           | 区間5位         | 長野県10位       |
|        | ジュニアオリンピック                    | A3000m        | 6位             |                  |
|        | 全国中学駅伝女子                        | 1区           | 2位(1位タイ)    | 川中島中学2位    |
| 2015年 | 全国女子駅伝                            | 3区           | 区間5位         | 長野県16位       |
|        | 和歌山インターハイ2015                  | 1500m         | 9位             |                  |
|        | 第70回国民体育大会（和歌山）            | 少年B1500m    | 2位             |                  |
|        | 第27回全国高校駅伝女子                  | 1区           | 17位            | 長野東高校15位   |
| 2016年 | 全国女子駅伝                            | 3区           | 区間5位         | 長野県14位       |
|        | クロスカントリー日本選手権              | ジュニア4km   | 2位             |                  |
|        | 岡山インターハイ2016                    | 1500m         | 9位             |                  |
|        | 第100回日本選手権（愛知）               | 1500m         | 4位             |                  |
|        | 第71回国民体育大会（岩手）              | 少年共通1500m | 2位             |                  |
|        | 第28回全国高校駅伝女子                  | 1区           | 区間賞          | 長野東高校6位    |
| 2017年 | 全国女子駅伝                            | 2区           | 区間3位         | 長野県10位       |
|        | クロスカントリー日本選手権              | ジュニア6km   | 19位            |                  |
|        | 第101回日本選手権（大阪）               | 1500m         | 3位             |                  |
|        | 山形インターハイ2017                    | 1500m         | 8位             |                  |
|        | 山形インターハイ2017                    | 3000m         | 5位             |                  |
|        | 第72回国民体育大会（愛媛）              | 少年共通1500m | 2位             |                  |
|        | 第72回国民体育大会（愛媛）              | 少年A3000m    | 6位             |                  |
|        | 第29回全国高校駅伝女子                  | 1区           | 区間賞          | 長野東高校2位    |
| 2018年 | 全国女子駅伝                            | 2区           | 区間賞          | 長野県9位        |
|        | クロスカントリー日本選手権              | ジュニア6km   | 3位             |                  |
|        | アジアクロスカントリー選手権            | ジュニア6km   | 金メダル        | 日本団体金メダル |
|        | アジアジュニア陸上選手権                | 3000m         | 銀メダル        |                  |
|        | 第102回日本選手権（山口）               | 1500m         | 7位             |                  |
|        | U20世界陸上選手権                       | 3000m         | 4位             |                  |
|        | 第73回国民体育大会（福井）              | 成年共通5000m | 7位             |                  |
|        | 全日本大学女子駅伝                      | 1区           | 区間賞          | 名城大学優勝     |
|        | 大学女子選抜（富士山女子）駅伝          | 2区           | 区間2位         | 名城大学大会記録 |
| 2019年 | 全国女子駅伝                            | 2区           | 区間3位         | 長野県6位        |
|        | 日本学生個人                            | 1500m         | 1位             |                  |
|        | 日本インカレ                            | 1500m         | 4位             |                  |
|        | 日本インカレ                            | 5000m         | 3位             |                  |
|        | 第30回夏季ユニバーシアード・ナポリ大会  | 5000m         | 4位             |                  |
|        | 第74回国民体育大会（茨城）              | 成年共通5000m | 3位             |                  |
|        | 全日本大学女子駅伝                      | 3区           | 区間2位         | 名城大学優勝     |
|        | 大学女子選抜（富士山女子）駅伝          | 7区           | 区間4位         | 名城大学優勝     |
| 2020年 | 全国女子駅伝                            | 2区           | 区間5位         | 長野県4位        |
|        | クロスカントリー日本選手権              | シニア8km     | 2位             | 名城大学団体優勝 |
|        | 日本インカレ                            | 1500m         | 2位             |                  |
|        | 全日本大学女子駅伝                      | 1区           | 区間2位         | 名城大学優勝     |
|        | 第104回日本選手権（大阪）               | 5000m         | 7位             |                  |
|        | 大学女子選抜（富士山女子）駅伝          | 2区           | 区間賞/区間タイ | 名城大学優勝     |
| 2021年 | クロスカントリー日本選手権              | シニア8km     | 3位             |                  |
|        | READY STEADY TOKYO                      | 5000m         | 9位             |                  |
|        | GPシリーズ木南記念                      | 1500m         | 6位             |                  |
|        | GPシリーズDenka Athletics Challenge Cup | 1500m         | 8位             |                  |
|        | 第105回日本選手権（長居）               | 5000m         | 16位            |                  |
|        | 日本インカレ                            | 10000m        | 4位             |                  |
|        | 全日本大学女子駅伝                      | 3区           | 区間賞          | 名城大学優勝     |
|        | 大学女子選抜（富士山女子）駅伝          | 5区           | 区間3位         | 名城大学優勝     |